# ژان-بتیست شسیینه
 ژان-بتیست شسیینه  (به فرانسوی: Jean-Baptiste Chassignet) شاعر قرن شانزدهم میلادی اهل فرانسه است.